# Prorrogação
Prorrogação ou prorrogamento ou ainda prolongamento, no desporto, é a forma mais comum de se decidir o vencedor em determinadas competições em caso de empate no tempo normal, por meio de um acréscimo ao tempo regulamentar. O termo prorrogação é mais usado no português do Brasil, e o termo prolongamento é mais usado em Portugal, nos PALOP e em Timor-Leste.

## Nofutebol
Em caso de empate, as equipes devem jogar dois tempos adicionais de 15 minutos cada. Na maioria dos casos, se o jogo continuar empatado ao fim dos dois tempos, ele é então decidido em cobranças de pênaltis.

### Gol de esfera
Existe uma variante da prorrogação tradicional, chamada gol de ouro. Caso uma das equipes marque um gol durante a prorrogação, a partida é dada por encerrada e a equipe que marcou o gol vence a partida, sem que seja necessário jogar até o final dos dois tempos, como na prorrogação tradicional. Ex: Laurent Blanc marcou para a França contra o Paraguai na Copa do Mundo FIFA de 1998.

### Gol de prata
Outra variante consiste em anular o segundo tempo adicional caso uma das equipes tenha marcado no primeiro tempo adicional. Diferentemente do gol de ouro, neste caso a partida não é interrompida no minuto do gol, mas sim aos 15 minutos de prorrogação, momento em que se daria a transição do primeiro para o segundo tempo adicional.
A final da Copa da UEFA de 2002-03, em que o Porto venceu o Celtic por 3-2 na prorrogação, foi o primeiro jogo importante a utilizar a regra do gol de prata.

## Novoleibol
Ao final de 4 sets, havendo um empate (2x2) é jogado o set de desempate (o chamado tie break), sendo que esse terminará quando a primeira equipe chegar aos 15 pontos, tendo 2 pontos ou mais de diferença ao oponente, caso isso não aconteça, é jogado até atingir os 2 pontos de diferença.

## Nobasquetebol
Também chamado de overtime, consiste em um prolongamento da partida na qual são jogados períodos adicionais de 5 minutos até haver um desempate no final de jogo.

## Nofutebol americano
Na NFL, é jogado um tempo adicional (em inglês overtime) de 15 minutos com morte súbita. Na primeira posse um touchdown ou um safety ganha o jogo. Em caso de field goal, o outro time ainda tem a chance de atacar e marcar. Após cada time ter uma posse de bola, qualquer pontuação ganha o jogo. Em caso de empate ao final deste tempo extra, o jogo é declarado empatado. Nos playoffs, fase final da competição, são jogados tempos adicionais até haver um vencedor e ambos os times têm chance de pontuar.

## Nobeisebol
Joga-se entradas adicionais (em inglês extra innings) até haver um desempate.

## Norugby
Alguns torneios de rugby usam uma prorrogação para definir o vencedor, como as Copas do Mundo de Rugby Union, mesmo os empates sendo raros. Se após o fim do tempo regular de 80 minutos as equipes continuarem empatadas, são jogados dois tempos de 10 minutos cada. Se ainda assim não for possível determinar um vencedor, será jogado um período adicional de morte súbita com gol de ouro, de forma semelhante ao método utilizado anteriormente no futebol. Se esse período adicional terminar sem que nenhuma equipe tenha anotado mais pontos que a outra, as duas equipes entrarão em uma disputa de chutes, com um sorteio que determinará quem será o primeiro a chutar.

## Nohóquei sobre o gelo
Na NHL, se após o término do tempo normal o jogo estiver empatado, será jogado um período adicional de 5 minutos com morte súbita, e o primeiro time a fazer o gol ganha o jogo.